# Rollhockey-Weltmeisterschaft 1968
Die Rollhockey-Weltmeisterschaft 1968 war die 18. Weltmeisterschaft in Rollhockey. Sie fand vom 25. April bis zum 4. Mai 1968 in Porto statt. Organisiert wurde das Turnier von der Fédération Internationale de Roller Sports.
Die zehn teilnehmenden Mannschaften spielten im Liga-System gegeneinander.
Es wurden 45 Spiele gespielt, in denen 343 Tore erzielt wurden. Sieger des Turniers wurde Portugal. Es war Portugals zehnter Titel. Mit Neuseeland nahm erstmals eine Mannschaft aus Ozeanien teil.

## Teilnehmer
Am Turnier nahmen folgende elf Mannschaften teil:
| 6 aus Europa | Schweiz | Spanien (Titelverteidiger) | Portugal (Gastgeber) | Italien | Niederlande | Deutschland |  |

| Eine aus Asien | Japan |  |

| Eine aus Ozeanien | Neuseeland (Erstteilname) |  |

| Eine aus Südamerika | Argentinien |  |

| Eine aus Nordamerika | Vereinigte Staaten |  |

## Liga
| Mannschaften       | Niederlande | Vereinigte Staaten | Spanien 1945 | Argentinien | Japan  | Schweiz | Deutschland Bundesrepublik | Italien | Neuseeland | Portugal |
| ------------------ | ----------- | ------------------ | ------------ | ----------- | ------ | ------- | -------------------------- | ------- | ---------- | -------- |
| Niederlande        | -           |                    |              |             |        |         |                            |         |            |          |
| Vereinigte Staaten | (3:3)       | -                  |              |             |        |         |                            |         |            |          |
| Spanien            | (8:2)       | (4:2)              | -            |             |        |         |                            |         |            |          |
| Argentinien        | (1:1)       | (4:2)              | (2:2)        | -           |        |         |                            |         |            |          |
| Japan              | (0:11)      | (4:5)              | (4:15)       | (1:3)       | -      |         |                            |         |            |          |
| Schweiz            | (2:3)       | (3:2)              | (0:8)        | (0:1)       | (4:2)  | -       |                            |         |            |          |
| BR Deutschland     | (1:2)       | (3:4)              | (0:7)        | (1:1)       | (4:1)  | (7:1)   | -                          |         |            |          |
| Italien            | (3:0)       | (6:1)              | (1:3)        | (2:3)       | (4:2)  | (4:2)   | (3:2)                      | -       |            |          |
| Neuseeland         | (2:11)      | (1:10)             | (1:10)       | (1:10)      | (5:1)  | (0:3)   | (3:10)                     | (0:10)  | -          |          |
| Portugal           | (8:0)       | (3:0)              | (2:1)        | (3:1)       | (26:1) | (15:0)  | (10:2)                     | (4:1)   | (21:0)     | -        |

### Tabelle
| Pl. | Team               | Sp | S | U | N | Tore  | Diff | Punkte |
| --- | ------------------ | -- | - | - | - | ----- | ---- | ------ |
| 1   | Portugal           | 9  | 9 | 0 | 0 | 92:6  | +86  | 18     |
| 2   | Spanien            | 9  | 7 | 1 | 1 | 57:12 | +45  | 15     |
| 3   | Argentinien        | 9  | 5 | 3 | 1 | 26:13 | +13  | 13     |
| 4   | Italien            | 9  | 6 | 0 | 3 | 34:17 | +17  | 12     |
| 5   | Niederlande        | 9  | 4 | 2 | 3 | 33:28 | +5   | 10     |
| 6   | Vereinigte Staaten | 9  | 3 | 1 | 5 | 27:30 | −3   | 7      |
| 7   | BR Deutschland     | 9  | 3 | 1 | 5 | 30:32 | −2   | 7      |
| 8   | Schweiz            | 9  | 3 | 0 | 6 | 15:42 | −27  | 6      |
| 9   | Neuseeland         | 9  | 1 | 0 | 8 | 13:86 | −73  | 2      |
| 10  | Japan              | 9  | 0 | 0 | 9 | 16:77 | −61  | 0      |